# Pieni-Tahkonen (sjö i Kuhmo, Kajanaland, Finland)
Pieni-Tahkonen eller Pieni Tahkonen är en sjö i Finland. Den ligger i kommunen Kuhmo i landskapet Kajanaland, i den östra delen av landet, 500 km nordost om huvudstaden Helsingfors. Pieni-Tahkonen ligger 206 meter över havet. Den är 3,4 meter djup. Arean är 13,5 hektar och strandlinjen är 1,68 kilometer lång. Sjön  ingår i Uleälvens huvudavrinningsområde.   
I övrigt finns följande vid Pieni-Tahkonen:
- Irkku (en sjö)